# Империя на инките
Империята на инките (на кечуа: Tawantinsuyu, „Четирите района“) е най-голямата и могъща империя в Доколумбова Америка. Нейната политическа и административна структура е смятана от повечето учени за най-добре развитата в Америка преди пристигането на Колумб. Административният, политически и военен център на империята е в Куско в днешно Перу. Цивилизацията на инките възниква в планините на Перу в началото на XIII век, а последните и крепости са превзети от испанците през 1572 година.
От 1438 до 1533 година инките установяват контрол над значителна част от западните области на Южна Америка с център в Андите, използвайки завоевания и мирна асимилация. При най-голямото си разширение империята им обединява Перу, голяма част от съвременен Еквадор, западна и централна Боливия, северозападна Аржентина, северно и централно Чили и малка част от югозападна Колумбия в държава, сравнима с историческите империи на Евразия. Неин официален език е кечуа. В обширната империя съществуват множество религиозни форми, повечето свързани с локални свещени места, наричани уака, но властите насърчават култа към слънчевото божество Инти, опитвайки се да го наложат като висшестоящ спрямо другите култове. Инките смятат своя владетел, носещ титлата сапа инка, за „син на Слънцето“.
За Империята на инките е характерно отсъствието на много елементи, свързвани с цивилизацията в Стария свят, като познания за колелото и желязото, използването на ездитни и теглителни животни и наличието на писменост. Въпреки това те изграждат държава с континентални размери, изграждат монументални строежи и мащабна пътна мрежа и въвеждат редица селскостопански нововъведения.
Икономиката в Империята на инките функционира без пари и организирани пазари, на основата на разменна търговия. Поданиците са подложени на принудителен труд в полза на държавата, в замяна на което получават достъп до обработваема земя и стоки, както и до финансирани от властите празненства. Заради ограничените и трудни за интерпретация сведения различни автори определят тази икономическа система противоречиво – като феодална, робовладелска или социалистическа.

## Наименование
Самите инки наричат своята империя Тауантинсую, „Четирите сую“. На кечуа „тауа“ е четири, а наставката „-нтин“ обозначава група предмети. „Сую“ означава географска област или провинция и се отнася за четирите главни региона на империята, чиито граници се събират в столицата – Чинчансую (на север), Антисую (на изток, в Амазония), Куласую (на юг) и Кунтисую (на запад). По този начин името Тауантинсую (в ранните испански изписвания – Тахуатинсуйо или Тахуатинсую) описва сборът от провинциите на империята.
Терминът „инка“ означава на кечуа „владетел“ или „господар“ и се използва за обозначаване на управляващата класа или управляващата династия. Инките в този смисъл са много малка част от общото население на империята, вероятно едва 15 до 40 хиляди, но управляват население от около 10 милиона души. Испанците започват да използват инка като етническо наименование на всички поданици на империята, вместо само за управляващата класа.

## История

### Предистория
Империята на инките е последният етап на хилядолетната Андска цивилизация, една от няколкото световни цивилизации, определяни като първични – местни и възникнали самостоятелно, без да са продължител на друга цивилизация. Предшественици на Империята на инките са две обширни държави в Андите – Тиуанаку (около 300 – 1000 година) с център при езерото Титикака и Уари (около 600 – 1100 година) с център при днешния град Аякучо. Уари контролира областта на Куско в продължение на около 400 години. По този начин много от характеристиките на Империята на инките са продължение на по-ранните многоетнически и експанзивни андски култури.
Според географа Карл Трол, развитието на държавата на инките в централните Анди е подпомогнато от природните условия, позволяващи развитието на основната храна чуньо. Чуньо, която може да се съхранява продължително време и се приготвя от картофи, изсушени при отрицателни температури, е типична за южните планини на Перу. Такава връзка може да се оспорва, тъй като картофите и други продукти, като царевицата, могат да се сушат и просто на слънце. Трол отбелязва също, че ламите, товарните животни на инките, са най-многобройни точно в тази област, а най-голямото разширение на Империята грубо съвпада с най-широкия ареал на ламите в Предколумбова Америка. Връзката между андските биоми пуна и парамо, пасищното животновъдство и цивилизацията на инките е предмет на продължаващи изследвания. Трети елемент, отбелязан от Трол, е значението на напоителните системи за държавата на инките.

### Произход
Инкската устна история предава легенда за техния произход, свързана с три пещери. Средната пещера в Тампу Туку е наречена Капак Туку („главна ниша“), а другите две са Марас Туку и Сутик Туку. От първата пещера излизат четирима братя и четири сестри – Аяр Манко, Аяр Качи, Аяр Аука и Аяр Учу и Мама Окло, Мама Рауа, Мама Уако и Мама Кура – а от страничните пещери излизат предците на всички инкски кланове. Аяр Манко носи магически жезъл от най-чисто злато, който трябва да определи къде да се засели народът, и всички започват дълго пътуване. По пътя Аяр Качи се хвали със своята сила, но братята и сестрите му го примамват и затварят в пещера. Аяр Учу иска да застане над пещерата и да надзирава народа, но се превръща в камък, около който е построено светилище. Аяр Аука се отделя от останалите и решава да пътува сам. Така накрая само Аяр Манко и четирите сестри стигат до Куско, където жезълът се забива в земята. Още по пътя Мама Окло ражда на Аяр Манко син – Синчи Рока. Местните жители на Куско се опитват да запазят страната си, но са победени от Мама Уака, след което Аяр Манко приема името Манко Капак и става първият инка. В края на живота си Манко Капак се превръща в камък, като своите братя, и е наследен от сина си Синчи Рока.
Смята се, че управляващият елит на инките произхожда от група кечуа, които през XII век се придвижват на север и основат своята столица Куско. Оттогава датира и появата на владетелската титла „сапа инка“ – потомък на Инти и сам почитан като бог.

### Създаване на империята на инките
При управлението на първия си владетел Манко Капак инките създават града държава Куско, който в продължение на над две столетия контролира ограничена област. От 1438 година започва нейното разширение под ръководството на сапа инка Пачакути, чието име означава буквално „Разтърсващ земята“. Той получава това прозвище, след като завладява народа на чанките в днешен Апуримак.
Няколко десетилетия по-късно Пачакути завладва земите около езерото Титикака и започва война с лупаките и колите. Инкски войски, водени от 1463 година от сина му Тупак Юпанки, поставят под контрола на инките обширна част от Андите, приблизително съответстваща на днешните Перу и Еквадор. Най-важното му завоевание е царството Чимор, която е единственият сериозен съперник на инките на перуанското крайбрежие.
Пачакути реорганизира града държава Куско в империята Тауантинсую, включваща централно правителство, начело със сапа инка, и четири провинциални правителства със силни ръководители. Смята се че той изгражда Мачу Пикчу като постоянна или лятна владетелска резиденция, макар че функциите на комплекса не са напълно изяснени.
В завоевателната си политика Пачакути първо изпраща свои шпиони в областите, които възнамерява да присъедини към империята си, проучвайки тяхното политическо устройство, военна сила и богатство. След това се опитва да подкупи местните елити с дарове на луксозни тъкани и други предмети и изтъквайки пред тях богатството на държавата си. Когато не успява да ги подчини по този начин, той пристъпва към военни действия, като в този случай местните владетели се избиват, а децата им са отвеждани в Куско и асимилирани в инкския елит.
След смъртта на Пачакути, през 1471 година Тупак е провъзгласен за десетия сапа инка. През следващите 15 години той завладява територии далече на юг, а по-късно присъединява към държавата земите на север и запад. Завоеванията на инките на юг са спрени при управлението на Тупак след поражението от народа мапуче в битката при река Мауле. През този период се строят много пътища и градски съоръжения
Синът на Тупак Уайна Капак, който става сапа инка през 1493 година, завладява ограничени територии на север и строи втора столица в Кито. Така при най-голямото си разширение Империята се простира на повече от 3000 километра от Еквадор на север до река Мауле в централно Чили на юг, включвайки малки части от днешните Аржентина и Колумбия. През 1527 година, малко след смъртта на Уайна Капак, настъплението на инките в Амазония е спряно при река Чинчипе от народа хуваро. Така Империята на инките, особено в южните си части, остава ограничена до високото плато Алтиплано.

### Гражданска война и завладяване от испанците
Испанските конкистадори, водени от Франсиско Писаро и неговите братя, започват проучванията си южно от Панама и достигат територията на инките през 1526 година. Става ясно, че са открили богата страна с възможности за голяма плячка, и след още една проучвателна експедиция през 1529 година Писаро заминава за Испания и получава правомощия от кралица Изабела да завземе областта и да стане неин вицекрал.
Когато Писаро се завръща в Перу през 1532 година, намира страната в разгара на гражданска война за наследството на Уайна Капак между неговите двама синове Уаскар и Атауалпа, съпътствана от отслабващи империята бунтове на подчинените от нея народи. Към това се добавят и пренесените от Централна Америка тежки епидемии от едра шарка, грип, тиф и дребна шарка.
Завоевателите се възползват от политическата ситуация и удобната пътна система, за да завземат земите на инките до 1535 г.

## Управление
Всички важни дела в империята са поверени на йерархична система от държавни чиновници. Те администрират дейността на провинциите, на които е разделена държавата. Инките нямат писменост, а използват системата кипу – дълго въже, на което се прикрепят множество цветни връвчици с навързани по тях възли. Всеки възел означава определена информация, обикновено цифрова, която засяга данъците, броя на населението или друга важна информация. Инките опъват дългото въже и „четат“ по висящите надолу връвчици. Населението дължи данък под формата на труд – при строеж на пътища и храмове, в земеделието или армията, в занаятчийските работилници, както и в сребърните мини като тази в Потоси. Инките отглеждат царевица, фасул, тиква, картофи и други зеленчуци, като за тази цел терасират стръмните склонове на Андите и наторяват почвата с естествен птичи тор гуано. По високите места пасат лами и алпаки, които инките развъждат за транспорт на стоки, месо и вълна. Изработват изящни предмети от злато, сребро, платина и скъпоценни камъни, които използват за накити или при религиозни ритуали. Държавата управлява изцяло бита на инките – невъзможно е някой да смени труда, за който е роден, или да промени местоживеенето си. Държавата се грижи за своите престарели и болни поданици. В империята е изградена внушителна мрежа от пътища – над 27 000 км и много висящи мостове от въжета. На определени разстояния по пътищата са строени пощенски станции за бегачи вестоносци, наречени часкуи, които пренасят съобщенията из цялата страна. Инките, както и ацтеките, не познават коня и не ползват колелото и вестоносците им разнасят пеша̀ съобщения и пакети из цялата империя. Всеки един пробягва близо 1,5 км, след което бива заместен от следващ бегач вестоносец. За да се извърши по-бързо смяната, вестоносецът съобщава за пристигането си, надувайки голяма морска раковина.

## Стопанство
Императорът има пълна власт и притежава цялата земя. Една трета от реколтата, получавана от селяните, се полагала на жреците и една трета на Сапа Инка. От своя дял той заплаща на своите чиновници, войници и занаятчии. Инките развиват ефективно земеделие, терасирайки стръмните склонове и изграждайки напоителни съоръжения. Те показват завидни строителни и инженерни умения, строейки мостове, пътища и градове високо в планината и създавайки добра организация, без да разполагат с писменост. Транспортът и комуникациите в империята се организират около две главни пътни артерии, от които към всяко по-голямо или по-малко селище се отклоняват своеобразни второстепенни пътища. Пътищата прекосяват планинските клисури и пропасти посредством дълги висящи мостове, чиито въжета от плътно усукани растителни влакна достигат на дебелина размера на човешко тяло. Буйните планински реки инките прекосяват през плаващи „мостове“ от балсови салове. Търговците пренасят стоките си с кервани от лами, а кипу се предават като щафета от вестоносците.

## Общество

### Население
Броят на хората, населяващи империята в разцвета ѝ, не е категорично уточнен, като оценките на различните източници варират от 4 през 14 до 37 милиона. Въпреки че инките държат отлични записи на преброяванията си чрез кипу, знанието как да се разчитат последните е изгубено, тъй като почти всички от тях излизат от употреба и се разпадат с времето или са унищожени от испанците.

### Език
Основната форма на комуникация и записване в империята са кипу, керамика, текстили и различни диалекти на кечуа, езикът, който инките налагат на хората в империята. Докато кечуа вече се говори в района на Андите, включително Централно Перу, няколко века преди разширяването на цивилизацията на инките, диалектът на кечуа на инките са налага като адаптация от Кралство Куско или т.нар. диалект Куско. Езикът, наложен от инките, се отклонява от първоначалната си фонетика, тъй като някои общества образуват собствени регионални варианти.
Въпреки че много общества в империята говорят или учат кечуа, други продължават да говорят родните си езици, като аймара, който продължава да се използва в днешна Боливия, където е основният туземен език. Следователно, лингвистичното тяло на империята е променливо. Въздействието на инките надживява тяхната империя, като при испанската власт продължава употребата на кечуа.
Инките не развиват писмена форма на комуникация, но визуално записват разкази чрез рисунки върху вази или чаши. Тези рисунки обикновено са придружавани от геометрични модели, които могат да бъдат намерени и по текстилите. Някои изследователи смятат, че тези модели може би са служили като вид писмена комуникация, но това остава неясно.

### Брак
В империята на инките възрастта за женитба е различна за мъжете и за жените. Мъжете обикновено се женят на 20 г., докато жените се омъжват около 4 години по-рано, на 16. Мъжете с висок социален статут могат да имат няколко жени, но тези с по-нисък могат да имат само една. Браковете типично са сред класовете и приличат повече на бизнес споразумения. Веднъж омъжени, от жените се очаква да готвят, да събират храна и да наглеждат децата и добитъка. Момичетата и майките също работят около къщата, за да я поддържат подредена и за да удовлетворяват публичните инспектори. Тези задължения остават едни и същи даже и след като жените забременяват и с добавената отговорност да се молят и да правят дарове на Канопа, бога на бременността. Често се случва браковете да започва на изпитателна основа, като мъжете и жените се споразумяват относно продължителността на брака. Ако мъжът чувства, че нещата няма да сработят или ако жената иска да се върне в бащиния дом, бракът се приключва. Веднъж сключили брак, двамата могат да се разведат само ако нямат дете.

### Полова идентичност
Новородените деца на инките са уауа, термин който използват и за новородени животни. Терминът се използва за всички новородени, независимо от биологичния им пол. Бебетата не получават човешко социален статут докато не навършат 2 или 3 години, поради високо ниво на детска смъртност. По това време се държи церемония, при която детето получава първата си прическа и име. След церемонията детето става от уауа на уарма, полово неутрален термин за дете, което все още не умее да говори много добре. Докато навършат 7 години, децата вече биват определяни като таски (момиче) и макта (момче).

## Всекидневен бит
По-голямата част от милионното население са селяни, заети в земеделие или скотовъдство. Носят се дрехи от вълнени и памучни тъкани, а домакинските съдове са направени от глина.

## Големият празник на Слънцето
Капак Раями – Големият празник на Слънцето, се провежда в Куско по време на най-дългия и най-краткия ден в годината. Празникът започва като още в ранна утрин императорът предлага златна чаша със свещено пиво на Инти и му принася в жертва бяла лама, за да измоли така неговата помощ и закрила. Други важни богове били върховното божество Виракоча и богините на земята и морето.

## Жертвоприношения
През 1999 година на върха на вулкана Лулайляко в Андите, на 6739 метра височина са открити телата на 13-годишно момиче, 5-годишно момче и 5-годишно момиче, положени в пищни гробове, най-вероятно жертвоприношение, извършено на същото това място. Ледената почва и изключително сухият въздух са консервирали отлично малките телца. Учените ги смятат за най-добре съхранените по естествен път мумии в света и оттогава насам те са обект на безчет изследвания.

## Икономика
Империята на инките прилага тип централно икономическо планиране. Тя търгува с външни региони и не установява съществена вътрешна пазарна икономика. По северния бряг се използват бронзови артефакти като разплащателно средство при търгуване, а повечето домакинства в империята живеят в традиционна икономика, при която домакинствата са задължени да плащат данъци, обикновено под формата на труд мита и военно задължения, като в някои райони е разпространен и бартерът. В замяна на това държавата предоставя сигурност, храна през трудни времена, селскостопански проекти и понякога пиршества.